# Gunilla Rosenstråle
Gunilla Jönsdotter Rosenstråle, död 1640, var en svensk hovfunktionär. 

## Biografi
Gunilla Rosenstråle var dotter till Jöns Eriksson Rosenstråle och Margareta Jönsdotter. Hon gifte sig i juni 1581 med ryttmästaren för hertig Karls hovmän och ryttare, Gisle Nilsson Struss (död 1594); 1597 med hertig Carls furstliga råd och ståthållaren på Nyköping, riksrådet Lubert Diedriksson Kauer (död 1608); och 1610 med marskalken Christoffer Scheiding, adlad von Scheiding (död 1617). Hon avled barnlös.
Gunilla Rosenstråle fick Barksäter som morgongåva 1581 och behöll den sedan på livstid. Under sitt första äktenskap tillhörde hon med sin make umgänget hos hertig Karl på Nyköpings slott, och efter sin förste makes död tog hon en tjänst hos Karls maka Kristina av Holstein-Gottorp, där hon mötte sin andra make Christoffer von Scheiding. Vid sitt andra giftermål fick hon Ökna, Bogsta som morgongåva och bodde sedan främst där. Hon blev hovmästarinna för svenska hovet hos drottning Kristina 1608. Hon förhandlade år 1620 fram att Ökna snarare än Barksäter skulle återgå till kronan efter hennes död.